# Agrotis submuscosa
Agrotis submuscosa är en fjärilsart som beskrevs av Herrich-Schäffer 1868. Agrotis submuscosa ingår i släktet Agrotis och familjen nattflyn. Inga underarter finns listade i Catalogue of Life.